# Idalys Ortíz
Pour les articles homonymes, voir Ortiz.
Idalys Ortiz Boucurt (née le 27 septembre 1989 à Pinar del Río) est une judoka cubaine en activité évoluant dans la catégorie des plus de 78 kg (poids lourds). Lors de ses quatre participations aux Jeux olympiques, elle remporte un titre , deux médailles d'argent et une médaille de bronze. Aux Championnats du monde, elle remporte deux titres, deux médailles d'argent et trois médailles de bronze. 

## Biographie
Championne panaméricaine en 2007, Idalys Ortiz dispute la même année et pour la première fois les championnats du monde à Rio de Janeiro. Alignée en toutes catégories, elle s'incline lors du match pour la médaille de bronze contre la Française Anne-Sophie Mondière, terminant donc cinquième. Quelques semaines après, elle obtient la médaille d'argent avec ses équipières de l'équipe cubaine lors du championnat du monde par équipe. En 2008, elle participe aux Jeux olympiques tenus à Pékin. Elle y est battue en finale de tableau par la Chinoise Tong Wen. Repêchée pour disputer le combat pour la médaille de bronze, elle s'impose contre la Mongole Dorjgotovyn Tserenkhand et monte donc sur la troisième marche du podium olympique. L'année suivante, elle décroche la médaille de bronze en plus de 78 kg aux championnats du monde organisés à Rotterdam.
En juin 2024, elle est nommée avec le lutteur Mijaín López porte-drapeau de la délégation cubaine aux Jeux olympiques de 2024.

## Palmarès

### Palmarès international
| Année | Compétition                         | Lieu           | Résultat | Catégorie         |
| ----- | ----------------------------------- | -------------- | -------- | ----------------- |
| 2007  | Championnats panaméricains          | Montréal       | 1re      | Plus de 78 kg     |
| 2007  | Championnats du monde par équipe    | Pékin          | 2e       | Plus de 78 kg     |
| 2008  | Championnats panaméricains          | Miami          | 1re      | Plus de 78 kg     |
| 2008  | Jeux olympiques                     | Pékin          | 3e       | Plus de 78 kg     |
| 2009  | Championnats panaméricains          | Buenos Aires   | 1re      | Plus de 78 kg     |
| 2009  | Championnats panaméricains          | Buenos Aires   | 1re      | Toutes catégories |
| 2009  | Championnats du monde               | Rotterdam      | 3e       | Plus de 78 kg     |
| 2010  | Championnats du monde               | Tokyo          | 3e       | Plus de 78 kg     |
| 2012  | Jeux olympiques                     | Londres        | 1re      | Plus de 78 kg     |
| 2013  | Championnats panaméricains          | San José       | 1re      | Plus de 78 kg     |
| 2013  | Championnats du monde universitaire | Kazan          | 2e       | Plus de 78 kg     |
| 2013  | Championnats du monde universitaire | Kazan          | 1re      | Toutes catégories |
| 2013  | Championnats du monde               | Rio de Janeiro | 1re      | Plus de 78 kg     |
| 2014  | Championnats du monde               | Tcheliabinsk   | 1re      | Plus de 78 kg     |
| 2016  | Jeux olympiques                     | Rio de Janeiro | 2e       | Plus de 78 kg     |
| 2017  | Championnats du monde               | Marrakech      | 3e       | Toutes catégories |
| 2018  | Championnats panaméricains          | San José       | 1re      | plus de 78 kg     |
| 2018  | Championnats du monde               | Bakou          | 2e       | plus de 78 kg     |
| 2019  | Championnats panaméricains          | Lima           | 1re      | Plus de 78 kg     |
| 2019  | Jeux panaméricains                  | Lima           | 1re      | Plus de 78 kg     |
| 2019  | Championnats du monde               | Tokyo          | 2e       | Plus de 78 kg     |
| 2021  | Jeux olympiques                     | Tokyo          | 2e       | Plus de 78 kg     |

Outre ses médailles individuelles, elle obtient des médailles dans des compétitions par équipes.
| Année | Compétition           | Lieu           | Résultat |             |
| ----- | --------------------- | -------------- | -------- | ----------- |
| 2013  | Championnats du monde | Rio de Janeiro | 3e       | Par équipes |

### Tournois Grand Chelem et Grand Prix
| Année | Compétition               | Lieu              | Résultat | Catégorie     |
| ----- | ------------------------- | ----------------- | -------- | ------------- |
| 2009  | Grand Slam de Paris       | Paris             | 2e       | plus de 78 kg |
| 2010  | Grand Slam de Paris       | Paris             | 3e       | plus de 78 kg |
| 2010  | Grand Slam Rio de Janeiro | Rio de Janeiro    | 3e       | plus de 78 kg |
| 2010  | Grand Slam Tokyo          | Tokyo             | 2e       | plus de 78 kg |
| 2011  | Grand Slam de Paris       | Paris             | 3e       | plus de 78 kg |
| 2012  | Grand Slam de Paris       | Paris             | 3e       | plus de 78 kg |
| 2012  | Grand Prix de Düsseldorf  | Düsseldorf        | 3e       | plus de 78 kg |
| 2012  | Grand Slam Tokyo          | Tokyo             | 2e       | plus de 78 kg |
| 2013  | Grand Slam de Paris       | Paris             | 2e       | plus de 78 kg |
| 2013  | Masters mondial de judo   | Tioumen           | 3e       | plus de 78 kg |
| 2013  | Grand Prix Miami          | Miami             | 3e       | plus de 78 kg |
| 2013  | Grand Slam Tokyo          | Tokyo             | 3e       | plus de 78 kg |
| 2014  | Grand Slam de Paris       | Paris             | 3e       | plus de 78 kg |
| 2015  | Grand Prix Budapest       | Budapest          | 3e       | plus de 78 kg |
| 2015  | Grand Slam Tokyo          | Tokyo             | 2e       | plus de 78 kg |
| 2016  | Tournoi de La Havane      | La Havane         | 1re      | plus de 78 kg |
| 2016  | Grand Prix Almaty         | Almaty            | 1re      | plus de 78 kg |
| 2016  | Masters mondial de judo   | Guadalajara       | 1re      | plus de 78 kg |
| 2016  | Tournoi de Oulan-Bator    | Oulan-Bator       | 1re      | plus de 78 kg |
| 2017  | Masters mondial de judo   | Saint Petersbourg | 2e       | plus de 78 kg |
| 2018  | Grand Prix Budapest       | Budapest          | 1re      | plus de 78 kg |
| 2018  | Grand Prix Cancun         | Cancun            | 1re      | plus de 78 kg |
| 2018  | Grand Slam Osaka          | Osaka             | 1re      | plus de 78 kg |
| 2018  | Masters mondial de judo   | Guangzhou         | 2e       | plus de 78 kg |
| 2019  | Grand Slam de Paris       | Paris             | 1re      | Plus de 78 kg |
| 2019  | Grand Slam Düsseldorf     | Düsseldorf        | 1re      | Plus de 78 kg |
| 2019  | Grand Prix Hohhot         | Hohhot            | 1re      | Plus de 78 kg |
| 2019  | Grand Prix Budapest       | Budapest          | 3e       | plus de 78 kg |